# Касењ (Каркасон)
Касењ (фр. Cassaigne) насеље је и општина у јужној Француској у региону Лангдок-Русијон, у департману Од која припада префектури Каркасон.
По подацима из 2011. године у општини је живело 204 становника, а густина насељености је износила 16,82 становника/km². Општина се простире на површини од 12,13 km². Налази се на средњој надморској висини од 253 метара (максималној 410 m, а минималној 209 m).

## Демографија
| 1962. | 1968. | 1975. | 1982. | 1990. | 1999. | 2011. |
| ----- | ----- | ----- | ----- | ----- | ----- | ----- |
| 164   | 203   | 182   | 171   | 158   | 183   | 204   |

График промене броја становника у току последњих година